# 1992 KJ
1992 KJ är en asteroid i huvudbältet som upptäcktes den 28 maj 1992 av den japanska astronomen Satoru Otomo i Kiyosato.